# Cervellati-Gletscher
Der Cervellati-Gletscher ist ein Gletscher im westantarktischen Ellsworthland. Er fließt in nordöstlicher Richtung zwischen den Gebirgskämmen Tyree Ridge und Epperly Ridge zum Crosswell-Gletscher an der Ostseite der Sentinel Range des Ellsworthgebirges.
Das Advisory Committee on Antarctic Names benannte ihn 2006 nach Roberto Cervellati, italienischer Repräsentant in der Expertengruppe zu geographischen Informationen im Scientific Committee on Antarctic Research (SCAR) von 1992 bis 2006 und Leiter des Composite Gazetteer of Antarctica im selben Zeitraum.